# Conrad Melperger
Conrad Melperger (auch Melberger, meistens jedoch Melper bzw. Milker; * um 1563 in München; † 1638 in Tübingen) war ein bayerisch-württembergischer Maler, der spätestens seit 1603 in Tübingen wohnhaft und tätig war.

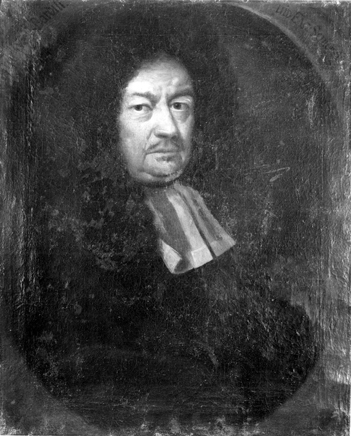
Burckhard Bardili

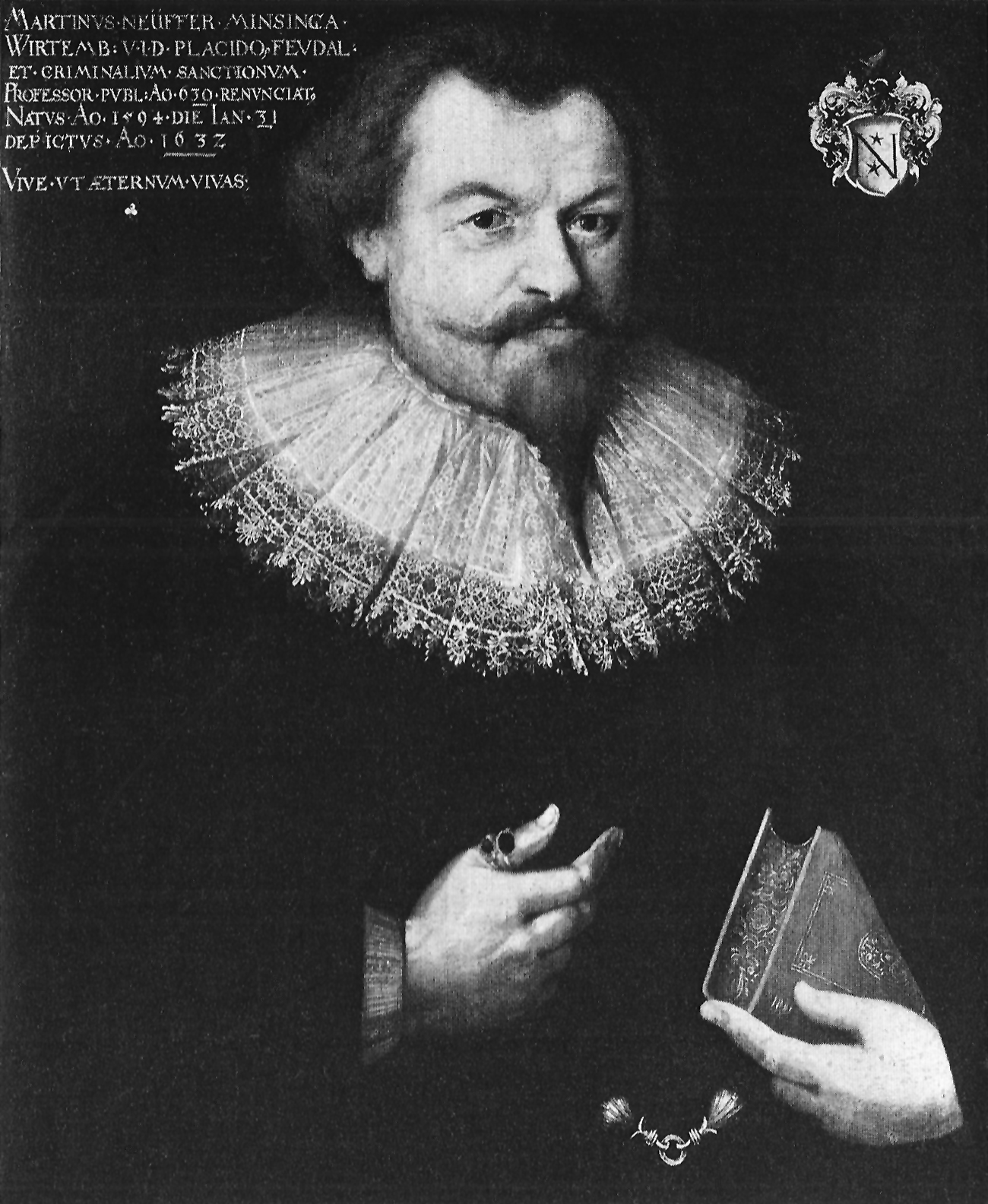
Martin Neuffer

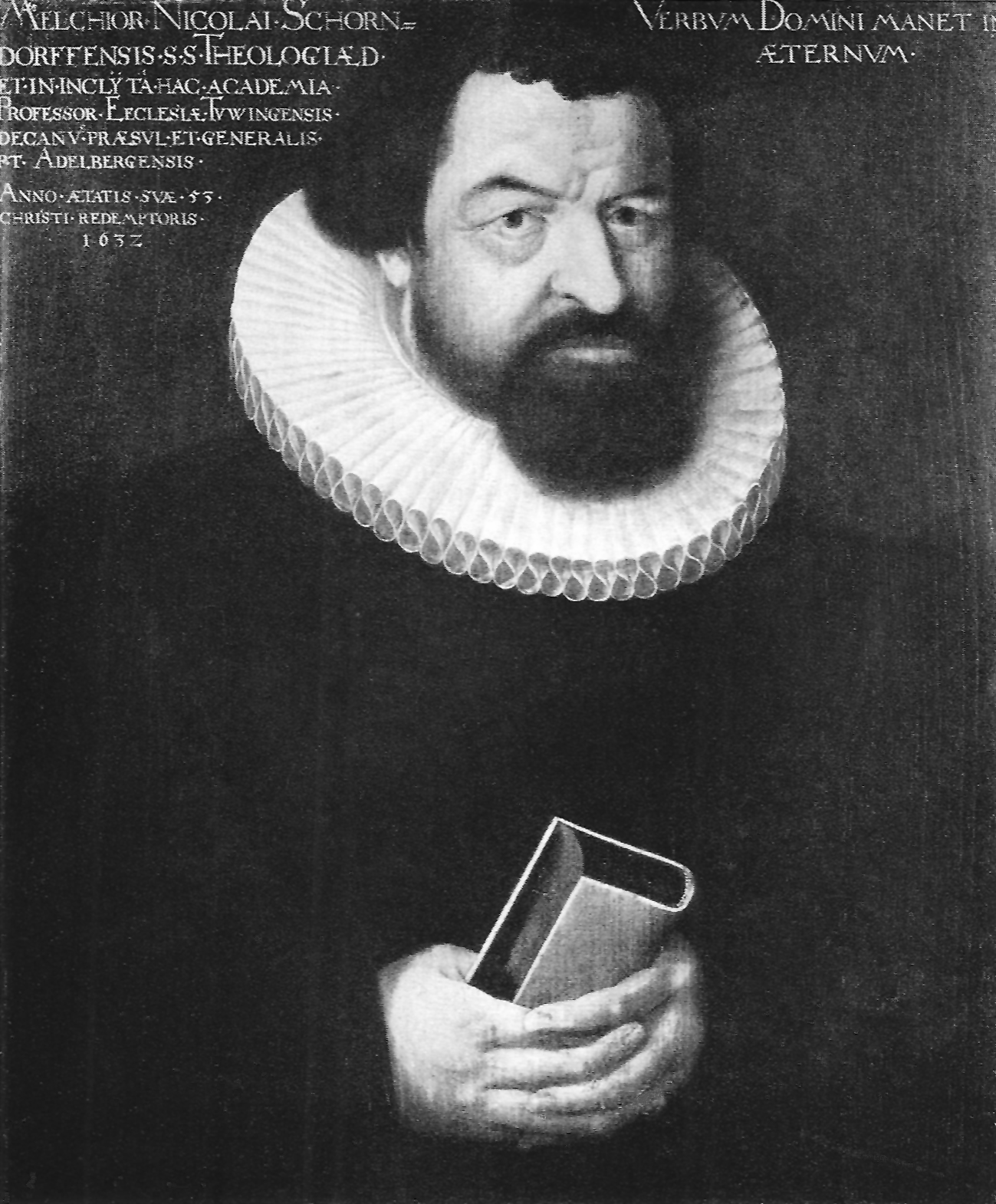
Melchior Nicolai

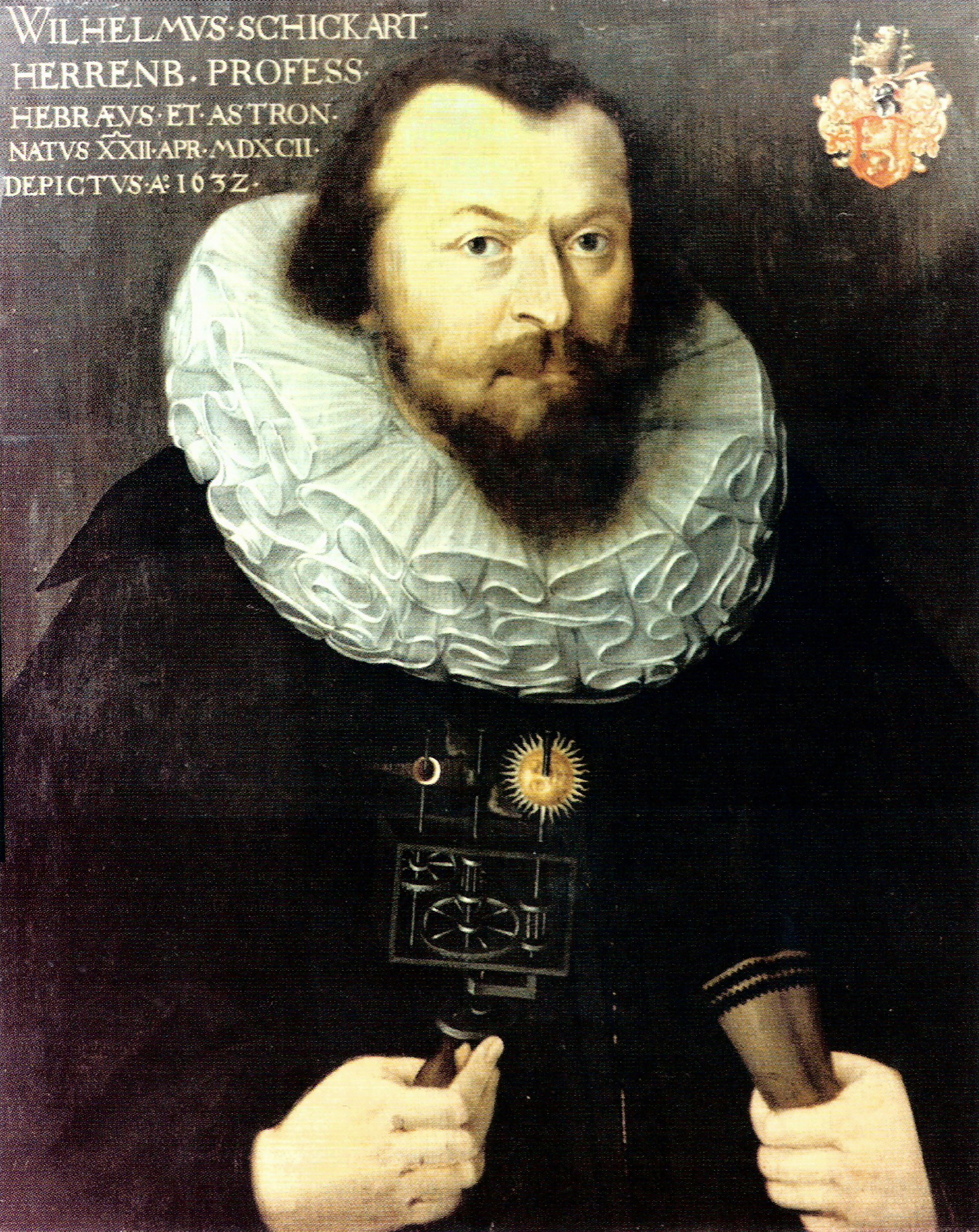
Wilhelm Schickard

## Leben
Conrad Melperger war vermutlich in der bekannten Münchener Goldschmiedefamilie Melperger bzw. Melper geboren. Spätestens seit 1603 wohnte er in Tübingen – in diesem Jahr wurde er dort als Porträtist immatrikuliert und wurde evangelisch. Später äußerte er sich abfällig über den Katholizismus, z. B. in dem Antrag von 1607 auf das „akademische Bürgerrecht“. Dem Antrag wurde spätestens 1610 entsprochen. Von 1609/10 bis 1617/18 bekam er immer wieder Zahlungen von der herzoglichen Landschreiberei für Arbeiten, die er im Auftrag des Herzogs Ludwig Friedrich ausführte. Es ist aber nicht bekannt, was das für Arbeiten waren. 1629 kaufte der Herzog Ludwig Friedrich insgesamt 21 Gemälde bei Melperger. Darunter gab es „Küchenstücke“, Jagdszenen, historische und biblische Szenen sowie Bildnisse der Herzöge Ludwig Friedrich und Julius Friedrich. Alle diese Arbeiten für den Herzog sind verschollen, lediglich ein Bildnis, das des Herzogs Friedrich Achilles ist als Stich von 1608/09 überliefert. Melperger porträtierte auch die Herzöge Johann Friedrich und Magnus. 1613/14 arbeitete Melperger am Schloss Waldenbuch. 1632 wurde Melperger als der einzige „der Universität zugewandte Maler“ bezeichnet. Aufgrund dieser Information sowie der Stilanalysen werden ihm einige Porträts der Tübinger Professorengalerie zugeschrieben, die im Jahr 1632 entstanden, aufgrund der Stilverwandtschaft noch einige weitere aus der früheren Zeit.
Ähnlich wie andere Maler zu dieser Zeit, denen an Aufträgen nicht mangelte, beschäftigte Melperger regelmäßig Gesellen. Im Unterschied zu den meisten anderen Malern sind seine Mitarbeiter zum Teil mit dem Namen bekannt:
- 1609 Martin Wolffer aus Ulm[5]
- 1611 Hans Müller aus Rottenburg am Neckar[5]
- 1614 Tobias Spingler aus Liebenau in der Mark[6][7]

Melperger war offenbar der einzige Tübinger Maler, der die Seuche von 1635 überlebte.
Melpergers Bildnisse in der Professorengalerie setzen sich von den älteren stark ab. Sie fallen durch „füllige Proportionen“, „schwere Umrisse“ und „fleischige Gesichter“ auf, aber auch dadurch, dass „sie den Beschauer in einer schon fast barocken Art mit dem Blick zu fassen suchen.“

## Berühmte Arbeiten (Auswahl)
- 1619 Prof. Lucas Osiander der Jüngere, (Öl, Tübinger Professorengalerie)
- 1619 Prof. Michael Mästlin, (Öl, Tübinger Professorengalerie)[10]
- 1628 Prof. Johannes Harpprecht, (Öl, Tübinger Professorengalerie)
- vor 1629 Prof. Burckhard Bardili, (Öl, Tübinger Professorengalerie)
- 1632 Prof. Wilhelm Schickard, (Öl, Tübinger Professorengalerie)
- 1632 Prof. Melchior Nicolai, (Öl, Tübinger Professorengalerie)
- 1632 Prof. Martin Neuffer (Öl, Tübinger Professorengalerie)
- 1637 Prof. Carl Bardili (Öl, Tübinger Professorengalerie)